# Mah Jongg
Mah Jongg je hra pro počítače Sinclair ZX Spectrum a kompatibilní (například Didaktik). Jedná se o hru českého původu, autorem je Tomáš Vilím, který ji napsal pod přezdívkou Universum. Autorem hudby je Miroslav Hlavička (pod přezdívkou Scalex). Vydavatelem hry byla společnost Proxima - Software v. o. s., hra byla vydána v roce 1992 jako součást souboru her Mah Jongg.
Hra je počítačovou variantou deskové hry Mahjong pro jednoho hráče. Hra umožňuje i vracet se po jednotlivých krocích zpět k výchozímu stavu rozložení hracích kamenů.
V návodu ke hře je uveden postup, jak změnit obrázky na hracích kamenech za vlastní.